# 香港真光書院
香港真光書院，原名香港真光英文中學，為香港的一所著名女校，屬於香港真光四校之一。校舍位於鴨脷洲玉桂山。
香港真光四校的共同前身是真光校祖那夏理女士於1872年在廣州創立的「真光書院」（True Light Seminary），是南中國第一所女子學校。1975年，真光於港島半山堅道校舍開辦「香港真光英文中學」，後於1999年改名為「香港真光書院」（Hong Kong True Light College）。

## 校訓
「爾乃世之光」
你們是世上的鹽。鹽若失了味，怎能叫它再鹹呢？以後無用，不過丟在外面，被人踐踏了。你們是世上的光。城造在山上是不能隱藏的。人點燈，不放在斗底下，是放在燈臺上，就照亮一家的人。你們的光也當這樣照在人前，叫他們看見你們的好行為，便將榮耀歸給你們在天上的父。

馬太福音第五章十三至十六節

## 大事紀
- 1975年：於港島半山堅道校舍開辦香港真光英文中學。
- 1995年：香港真光英文中學遷校鴨脷洲玉桂山。
- 1999年：香港真光英文中學改名為香港真光書院。
- 2004年9月：校舍新翼落成
- 2005年：香港真光書院30周年校慶。
- 2015年：香港真光書院40週年及啟用習悅角。
- 2021年：「百年樹人計劃」—圖書館、演藝廳、學習共享空間，以及全校的互動教學課室完工啟用
- 2024年：「百年樹人計劃（第二期）」—家政室正式開幕啟用
- 2025年：香港真光書院50周年校慶。

## 辦學宗旨
- 本著基督博愛犧牲的精神從事女子教育的工作。
- 注重德、智、體、群、美、靈的均衡教育，教導學生真光傳統的創造建設、愛群服務、克己犧牲、力求完善的精神。

## 校政管理

### 辦學團體
- 主　席：李正儀博士
- 副主席：蔡克剛律師
- 校　監：關雪明女士
- 校　董：曹王敏賢博士、萬玉鳴女士、高膺先生、沈雪明博士、彭思梅女士、張黃楚沙女士、鄭恩基先生、吳文璞女士、黃麗娟博士、羅嘉雯女士、畢耀權先生
- 名譽校董：陸趙鈞鴻博士、黎秀姬女士
- 名譽校牧：李炳光牧師

## 校舍
- 校舍背山面海、位置獨立，總面積80,000多平方呎
- 樓高7層，總實用面積9,000多平方呎，包括真光堂、英語角、學生活動中心、電腦輔助學習中心、校史室、健身室、樂團演練室、學生會室、領袖生室、校友室、教學資源中心、舞蹈室、音樂室、家政室、社工室、視覺藝術室、科學室等
- 有課室27間，特別室38間，包括禮堂在內全校均裝設冷氣
- 「綜合體育訓練中心」- 中心內有一個多用途籃球場、射箭場、全天候跑道、沙池、多用途之練習場可供網球、壘球和排球使用及一幅供田徑投擲項目活動的草地。
- 因「香港真光書院百年樹人計劃」改建圖書館、演藝廳、學習共享空間、家政室以及全校的互動教學課室

## 校服
- 天藍色傳統校服長衫（旗袍）

## 外部連結
- 香港真光書院 （页面存档备份，存于）